# Гермагор
Гермагор (I ст. до н. е.) — один з видатніших давньогрецьких красномовців часів пізньої Римської республіки, представник Родоської школи риторики.

## Життєпис
Народився у м.Темнос (Мала Азія). Спочатку навчався, а потім й викладав на о.Родос у відомій школі красномовства. На запрошення впливових римлян перебрався до м. Рим, де й провів своє подальше життя. Втім немає жодних відомостей про його особисте життя, не збереглися його промови. Відомо лише, що він займався питання приведення та застосування аргументів, а також обставин у ораторському мистецтві з точки зору юриспруденції. Гермагор здійснив значний вплив на молодого Марка Туллія Цицерона, хоча потім останній й критикував Гермагора.